# Płaśnie

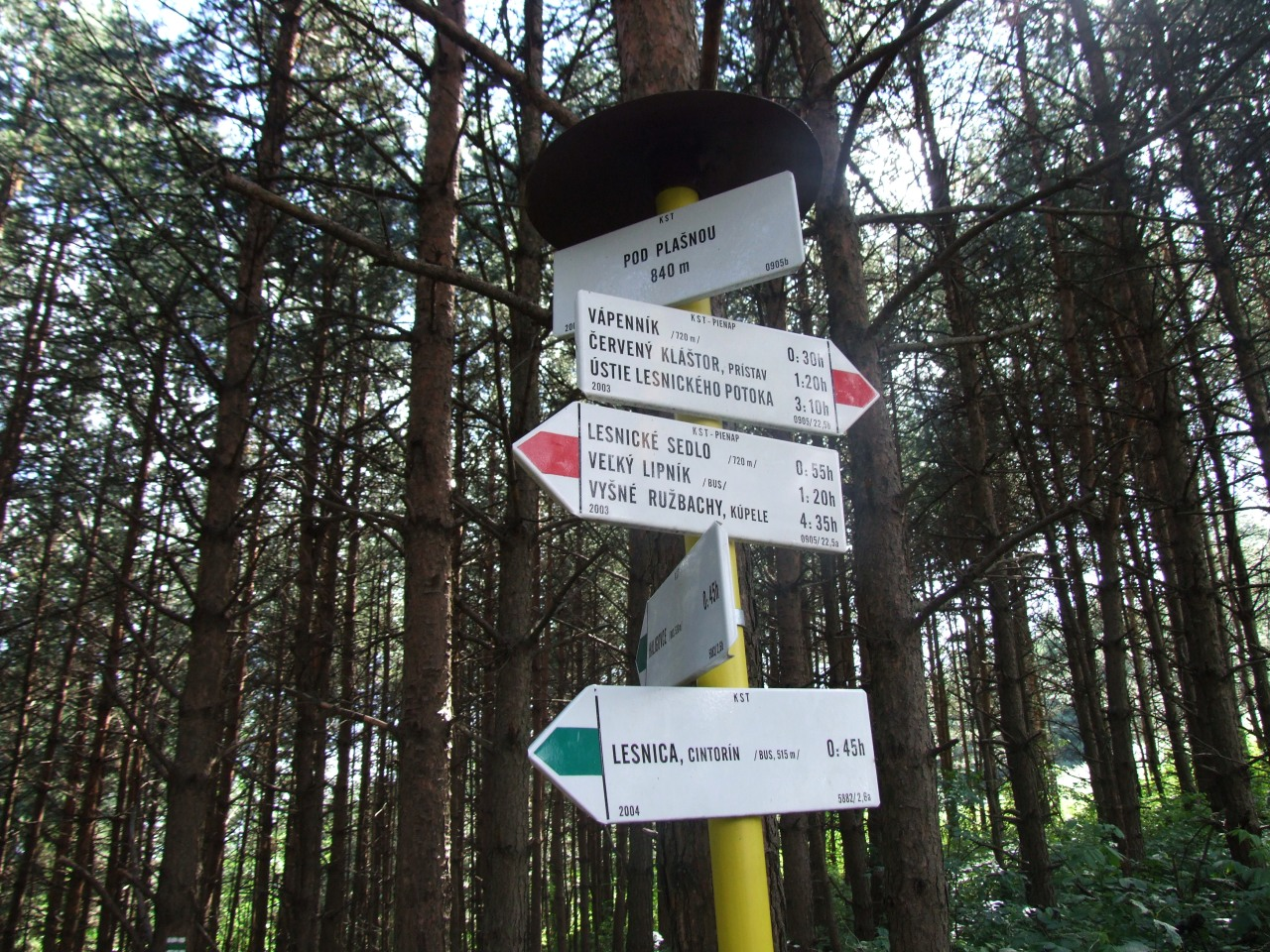
Rozdroże pod Płaśnią – skrzyżowanie szlaków na wschód od szczytu

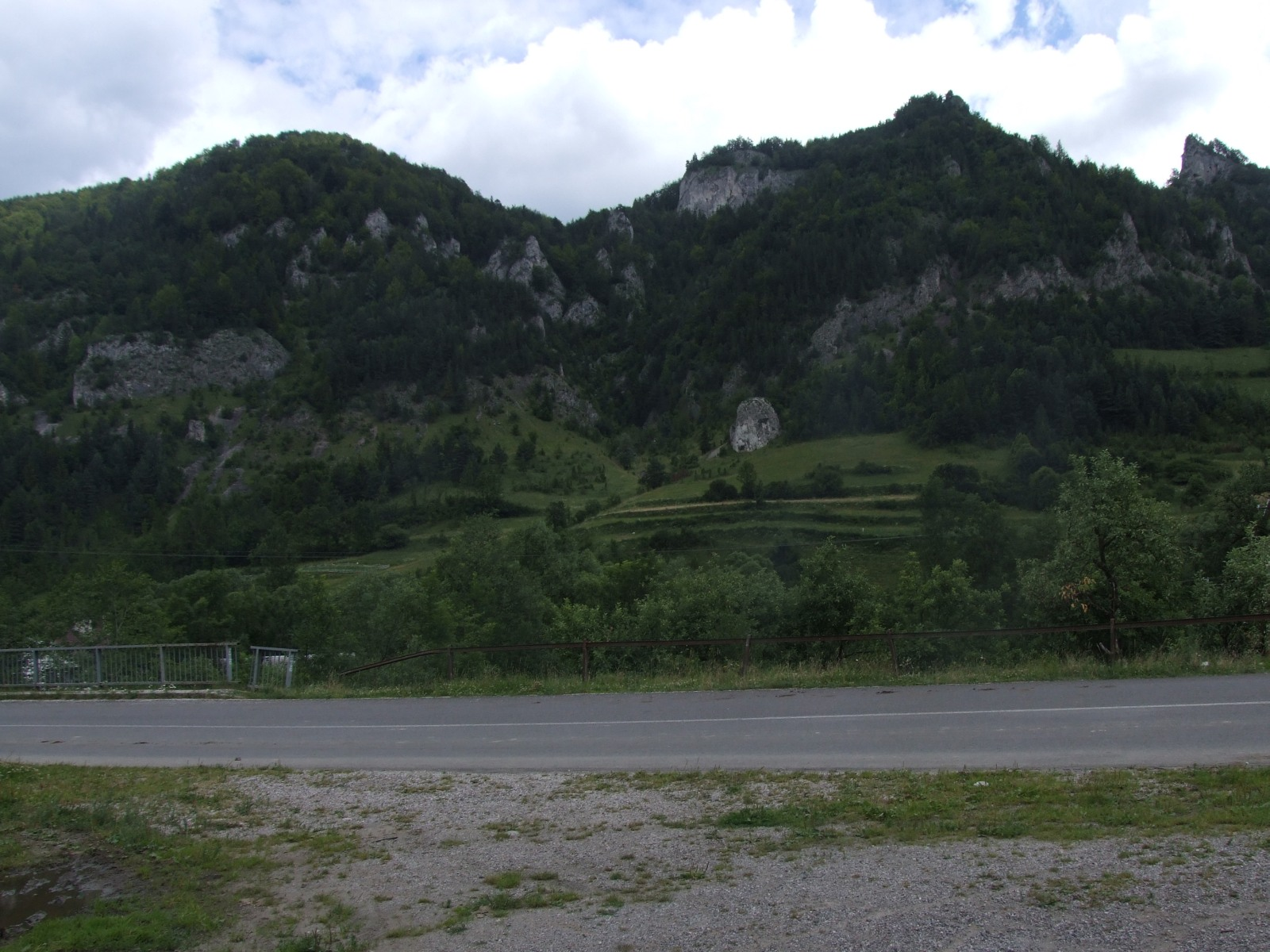
Haligowskie Skały

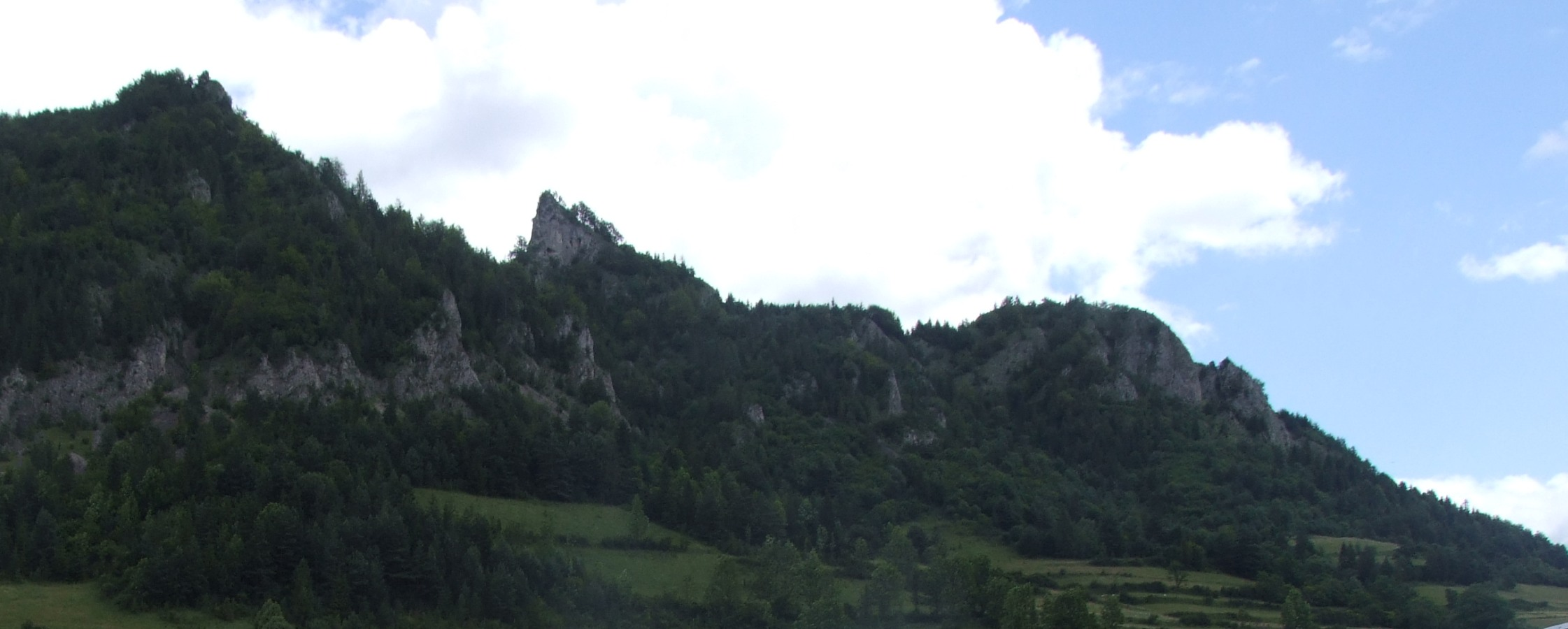
Haligowskie Skały

Płaśnie (słow. Plašná; 889 m n.p.m.) – najwyższy szczyt w Grupie Golicy, leżący w słowackich Pieninach, na terenie Pienińskiego Parku Narodowego (PIENAP). Nazywany jest też Płaśnym Wierchem, Wierchpłaśnią lub Płaśnią. Nazwa pochodzi od szerokich spłaszczeń pod wierzchołkiem i istnieje na mapach już od 1822 roku. Teren ten według różnych podziałów zaliczany jest do Małych Pienin, Pienin Właściwych lub wydzielany jest jako osobny region Pienin.

## Położenie i topografia
Masyw Płaśni znajduje się w południowej części Grupy Golicy, na południu opiera się o dolinę potoku Lipnik. Leży w południowym grzbiecie Grupy Golicy, ciągnącym się od Klasztornej Góry po Przełęcz pod Tokarnią. Szczyt od wschodu sąsiaduje z Aksamitką, nazywaną też Haligowczykiem (841 m), na zachodzie natomiast grzbiet opada, omijając łukiem od północy wcinającą się w masyw dolinę Wapienickiego Potoku, na Przełęcz pod Klasztorną Górą (słow. Cerla, 605 m).
Oprócz najwyższego wierzchołka są jeszcze trzy niższe położone od niego na północny zachód i zachód. Środkowy wysyła na północny wschód grzbiet Golicy (828 m), która od masywu Płaśni oddzielona jest przełęczą Limierz (słow. Targov, 677 m). Na zachód od niego jest kolejny, również będący zwornikiem – dla krótkiego grzbietu odgałęziającego się na północny zachód i kulminującego w Barsztygu (675 m). W głównym grzbiecie jeszcze niżej, w stronę Klasztornej Góry, znajduje się Biała Skała – formacja skalna stanowiąca kolejny, niewybitny wierzchołek.
Stoki Płaśni są na ogół strome, a cały masyw zbudowany jest ze skał osadowych (wapienie i dolomity). Północno-zachodni stok opada do doliny niewielkiego potoku spływającego z przełęczy Limierz do Dunajca, północno-wschodni do potoku będącego dopływem Leśnickiego Potoku, natomiast zachodnie stoki najwyższego szczytu oraz południowe pozostałych wierzchołków schodzą w dolinę Wapienickiego Potoku uchodzącego do Lipnika. Południowy stok głównej kulminacji wraz z Haligowskimi Skałami odwadniany jest zaś przez potok Lipnik. Tereny na zachód od głównego wierzchołka, jak również górne partie grzbietu po stronie wschodniej są porośnięte lasem. Jest jednak wiele łąk i polan – w rejonie szczytu, po północnej stronie grzbietu przy szlaku turystycznym zielonym oraz w dolnych partiach stoków północnych i południowych. Na południe i zachód od szczytu położone są liczne polany, które zarastają, co wpływa na ograniczanie roztaczających się z nich widoków.

## Haligowskie Skały
Praktycznie cały południowy stok zajmują Haligowskie Skały (słow. Haligovské skaly) – zespół wapiennych formacji skalnych z rzadką florą i fauną, objęty ochroną Narodowego Rezerwatu Przyrody Haligowskie Skały (61,13 ha). Jest to rozczłonkowany skalny mur porozcinany licznymi głębokimi żlebami. Charakterystyczne dla ich krasowej rzeźby są ostre skalne turnie, jak na przykład Sowia, Michałowa, Ciemna i Kończysta, a także skalne okna (np. Zbójnicka Brama). Występują również formy krasu podziemnego – między innymi jaskinie z największą w całych Pieninach Aksamitką o długości 335 m i deniwelacji 18 m położoną w Czerwonej Skale z otworem na wysokości 756 m n.p.m. Z roślin występują m.in.: aster alpejski, gęsiówka alpejska, pleszczotka górska, rzeżusznik piaskowy Borbasa i zerwa kulista.
Nazwa skał pochodzi od położonej u ich podnóża, w dolinie Lipnika, miejscowości Haligowce (słow. Haligovce).

## Turystyka
Płaśnie są najwyższym dostępnym dla turystów pienińskim szczytem położonym w całości po stronie słowackiej. Na kulminację prowadzi czerwony szlak pieszy z Czerwonego Klasztoru do Wielkiego Lipnika. Na wschód od szczytu krzyżuje się z nim zielony szlak z Haligowców do Leśnicy; ponadto na obrzeżach masywu biegnie trawersem trasa szlaku niebieskiego z Czerwonego Klasztoru do Leśnicy.
Wierzchołek, na którym wznosi się maszt telewizyjny, pokrywają zarastające polany, z których rozciągają się ograniczone widoki. Punkty widokowe znajdują się również na polanie na północnym stoku grzbietu pomiędzy Płaśniami a Aksamitką, na szlaku zielonym w stronę Leśnicy (tzw. Haligowczyk), a także na ograniczających masyw przełęczach Limierz i pod Klasztorną Górą.
Haligowskie Skały są dla turystów niedostępne.

### Szlaki turystyki pieszej
Czasy przejścia na szlaku czerwonym i zielonym liczone są do ich skrzyżowania (840 m n.p.m.).
  czerwony: Czerwony Klasztor – Przełęcz pod Klasztorną Górą – Płaśnie – Przełęcz pod Płaśniami – Aksamitka – Przełęcz pod Tokarnią – Wielki Lipnik
- z Czerwonego Klasztoru 2:10 h (↓ 1:50 h)
- z Wielkiego Lipnika 1:55 h (↓ 1.35 h), z Przełęczy pod Tokarnią 1:15 h (↓ 1:05 h)

  zielony: Haligowce – Płaśnie – Leśnica
- z Haligowców 1:25 h (↓ 1.10 h)
- z Leśnicy 1:30 h (↓ 1.15 h)

  niebieski (trawers stoków masywu): Czerwony Klasztor – Przełęcz pod Klasztorną Górą – Limierz – Leśnica
- Czerwony Klasztor – Leśnica 2:10 h (z powrotem 2 h)